# Кандель, Александр Ефимович
Александр Ефимович Кандель (3 февраля 1935, Нижний Тагил, Свердловская область — 10 мая 2005, Екатеринбург) — советский и российский баскетболист и баскетбольный тренер. Мастер спорта СССР (1956). Заслуженный мастер спорта СССР (1991). Заслуженный тренер РСФСР (1975). Лучший баскетболист Урала XX века (2001).

## Биография
Родился 3 февраля 1935 года в Нижнем Тагиле в семье горного инженера-электромеханика Ефима Александровича Канделя, выпускника Одесского энергетического техникума (1931) и Криворожского горнорудного института, главного энергетика, затем заместителя управляющего по капстроительству тагильского рудуправления, с 1962 года директора Качканарского горно-обогатительного комбината.
В детстве много читал и увлекался спортом — футболом, волейболом, велосипедом, авиамоделизмом.

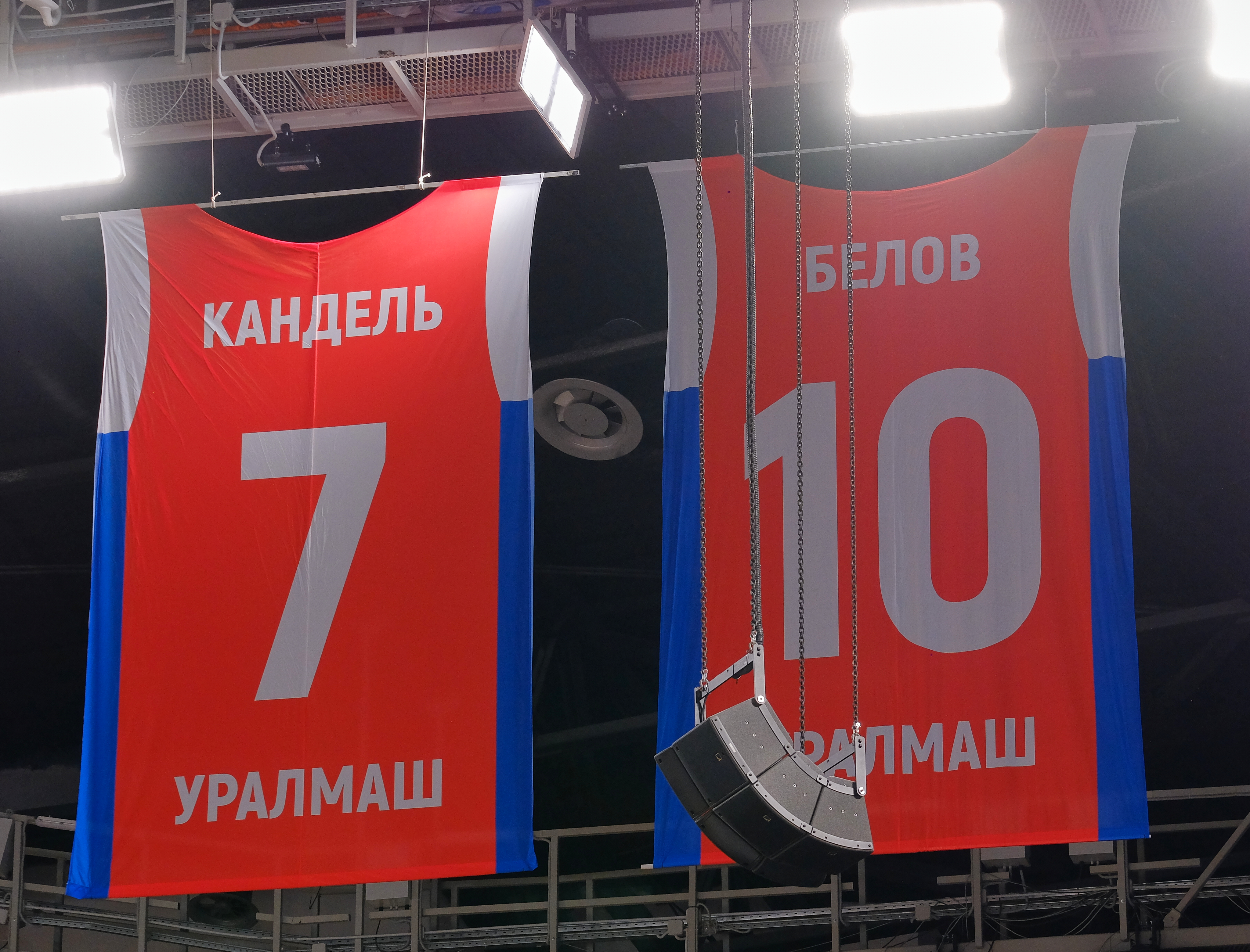
Памятные майки баскетбольного клуба «Уралмаш» Е. А. Канделя и С. А. Белова в ДИВСе

В 1952 году окончил школу и поступил в Свердловский горный институт им. В. В. Вахрушева. В 1954 году начал играть в баскетбол, практически сразу стал игроком стартовой пятёрки «Уралмаша», выступающего в высшей лиге.
В 1955 году А. Кандель впервые вызван в сборную команду СССР, за которую выступал много лет, а в 1961 году стал чемпионом Европы. А. Кандель участвовал в пяти Спартакиадах народов СССР (на шестой был тренером сборной РСФСР), 17 раз становился чемпионом РСФСР.
В 1957 году окончил институт по специальности «горный инженер-электромеханик» и начал работать инженером термического цеха на Уральском заводе тяжёлого машиностроения (до 1969 года).
Звание «Мастер спорта СССР» присвоено в 1957 году. Звание «Почётный мастер спорта СССР» присвоено в 1964 году.
Выступал за команды «Труд» (Свердловск) (1958—1959), «Уралмашзавод» (Свердловск) (1960—1961), «Уралмаш» (Свердловск) (1962—1976).
Играющий тренер, тренер (1969—1973), старший тренер мужского БК «Уралмаш» (1973—1976) — чемпион РСФСР (1971); тренер женского БК «Уралмаш» (1991—1996) — бронзовый призёр суперлиги чемпионата России (1994, 1996).
Тренер женского БК «Уралмаш» (1993—2000), серебряный призёр чемпионатов России (1997, 1999), бронзовый призёр чемпионатов России (1994, 1996, 1998).
Играющий тренер сборной РСФСР (1969), старший тренер сборной РСФСР (1970—1976).
Также работал старшим тренером ДЮСШ при спортклубе «Уралмаш».
Член исполкома Российской федерации баскетбола, вице-президент в 1998—2002. Одновременно с этим выступал в ветеранских соревнованиях — чемпион Европы среди ветеранов (2000, 2002, 2004), серебряный призёр чемпионата мира по баскетболу среди ветеранов (2001).

Могила на Северном кладбище Екатеринбурга

Скончался 10 мая 2005 года. Похоронен на Северном кладбище Екатеринбурга.
Награждён Почётным знаком «За заслуги перед городом Екатеринбургом».
В 2006 году по результатам всероссийского журналистского опроса имя центрового Александра Канделя было введено во вторую символическую баскетбольную пятёрку лучших игроков России XX века — вместе с защитниками С. Ерёминым и И. Едешко и нападающими Ю. Корнеевым и А. Жармухамедовым.
В 2008 году установлена мемориальная доска на доме, где жил А. Е. Кандель (бульвар Культуры, 5). В сентябре 2011 года открылась первая баскетбольная детско-юношеская спортивная школа имени А. Е. Канделя.